# Vítor Hugo Gomes Passos
Vítor Hugo Gomes Passos (Oporto, Portugal, 14 de septiembre de 1987), más conocido como Pelé, es un futbolista portugués. Juega de centrocampista y su actual club es el Anorthosis Famagusta de la Primera División de Chipre.

## Selección nacional
Ha sido internacional con la Selección de fútbol de Portugal Sub-21.

### Participaciones en Copas del Mundo
| Mundial                               | Sede   | Resultado   |
| ------------------------------------- | ------ | ----------- |
| Copa Mundial de Fútbol Sub-20 de 2007 | Canadá | 8° de final |

## Clubes
| Club                   | País       | Año         |
| ---------------------- | ---------- | ----------- |
| Vitória de Guimarães   | Portugal   | 2006        |
| Inter de Milán         | Italia     | 2007-2008   |
| FC Porto               | Portugal   | 2008-2009   |
| Portsmouth FC          | Inglaterra | 2009        |
| Real Valladolid        | España     | 2009-2010   |
| Eskisehirspor          | Turquía    | 2010-2012   |
| Ergotelis FC           | Grecia     | 2012-2014   |
| Olympiacos Fútbol Club | Grecia     | 2014- 2015  |
| Anorthosis Famagusta   | Chipre     | 2015 - Act. |